# فنسنت يي
فنسنت يي (بالفرنسية: Vincent Ye)‏ (9 أغسطس 1966 ببوردو في فرنسا - ) هو لاعب كرة قدم باركينسي في مركز الوسط، شارك في كأس الأمم الأفريقية 1996. ولعب مع أولمبيك ليون.

## وصلات خارجية
- فنسنت يي على موقع الاتحاد الدولي (مؤرشف)  (الإنجليزية)
- فنسنت يي على موقع قاعدة بيانات كرة القدم.إي يو (الإنجليزية)
- فنسنت يي على موقع ناشيونال فوتبول تيمز (الإنجليزية)